# Сутјеска (филм)
Сутјеска је југословенски филм снимљен 1973. године у режији Стипе Делића. Филм је снимљен поводом тридесетогодишњице битке на Сутјесци а сценарио су писали Сергеј Бондарчук, Бранимир Шћепановић и Миљенко Смоје. Сниман је у Националном парку Сутјеска. Важи за један од најскупљих филмова у историји југословенске кинематографије.
Филм је познат и по томе што је Јосип Броз Тито активно учествовао у његовом снимању, инсистирајући да његов лик тумачи познати британски глумац Ричард Бартон. Постоје анегдоте и причања очевидаца о пијанству Ричарда Бартона током снимања филма.

## Радња
Реконструкција једне од најмучнијих војних операција које су се догодиле на територији бивше Југославије, у којој је погинуло више од седам хиљада бораца, и са једне и са друге стране (међу погинулима је био и народни херој Сава Ковачевић).
У мају и јуну 1943. на Сутјесци се одиграла најтежа битка југословенских партизана у НОБ-у. Око
20.000 бораца, са централном болницом, опколило је у врлетима Црне Горе и Херцеговине шестоструко јачи непријатељ. Врховни штаб доноси одлуку о пробоју. Дилеме врховног команданта, херојске борбе у одбрани рањеника и потресне личне судбине лајтмотив су овог филма.
Током пробоја рањен је Тито, преко 7000 бораца гине, а најмање толико мртвих има и непријатељ.

## Улоге
| Глумац                | Улога                                             |
| --------------------- | ------------------------------------------------- |
| Ричард Бартон         | Јосип Броз Тито                                   |
| Љуба Тадић            | Сава Ковачевић                                    |
| Бата Живојиновић      | Никола                                            |
| Борис Дворник         | Иван „Далматинац“                                 |
| Милена Дравић         | Вера                                              |
| Мирољуб Лешо          | Боро                                              |
| Ирена Папас           | Борова мајка                                      |
| Љубиша Самарџић       | Станојло                                          |
| Коле Ангеловски       | Станојлов помоћник                                |
| Берт Сотлар           | Барба                                             |
| Гинтер Мајснер        | Генерал Рудолф Литерс                             |
| Антон Дифринг         | Генерал-пуковник Александар Лер                   |
| Бранко Шпољар         | Члан главног штаба 1                              |
| Милан Пузић           | Члан штаба                                        |
| Петар Банићевић       | Капетан Вилијам Дикин                             |
| Реља Башић            | Капетан Вилијам Стјуарт                           |
| Неда Арнерић          | Јагода                                            |
| Раде Марковић         | Радош                                             |
| Столе Аранђеловић     | Поп са петокраком и крстом на капи                |
| Милош Кандић          | Хусо                                              |
| Илија Ивезић          | Комесар                                           |
| Јанез Врховец         | Радослав, командант јужне групе                   |
| Мајкл Крамер          | Оберст Вагнер                                     |
| Тони Лауренчић        | Зоран                                             |
| Душан Тадић           | Свето                                             |
| Дина Рутић            | Болничарка                                        |
| Маринко Шебез         | Душко                                             |
| Слободан Димитријевић | Курир                                             |
| Славко Штимац         | Курир (непотписан)                                |
| Сава Дамјановић       | Командир 4. Црногорске бригаде                    |
| Мирко Боман           | Исцрпљен партизан наслоњен на дрво                |
| Деметер Битенц        | Члан енглеске војне мисије                        |
| Звонко Јовчић         | Немачки мајор                                     |
| Боро Беговић          | Ђуро                                              |
| Душан Булајић         | Члан штаба                                        |
| Љуба Ковачевић        | Рањеник са Баније                                 |
| Милан Гутовић         | Курир са Крекова                                  |
| Тана Маскарели        | Старица која дочекује Тита                        |
| Весна Малохоџић       | Далматинка са плетеницама                         |
| Слободан Велимировић  | Немац са немачким овчаром                         |
| Хусеин Чокић          | Сељак кога Немци убијају испред куће              |
| Растислав Јовић       | Ловре, митраљезац                                 |
| Милутин Мићовић       | Курир који предаје рапорт и пада од умора         |
| Горан Султановић      | Пера Марковић                                     |
| Душан Јанићијевић     | Далматинац                                        |
| Милан Босиљчић Бели   | Члан енглеске војне мисије                        |
| Иван Јагодић          | Партизан                                          |
| Михајло Викторовић    | Профа који умире крај реке                        |
| Бранко Матић          | Тифусар који краде коња                           |
| Владан Живковић       | Командант 2. Далматинске дивизије                 |
| Иво Марјановић        | Партизан са брковима, члан Титовог штаба          |
| Мирчета Вујичић       | Црногорац који Титу доноси поруку с Љубиног гроба |
| Здравко Смојвер       | Крупни Немац који ради вежбе                      |
| Душан Хуђец           | Шиме, Барбин син                                  |
| Перо Врца             | Рапортира Титу о доласку 7. Банијске дивизије     |
| Сулејман Лелић        | Иве, Барбин син                                   |
| Анка Зупанц           | Болничарка                                        |
| Владимир Поповић      | Партизан                                          |
| Јозо Лепетић          | Партизан                                          |
| Милан Голубовић       | Немачки тенкиста (непотписан)                     |
| Светислав Павловић    |                                                   |
| Мите Грозданов        | Члан Врховног штаба                               |
| Ладислав Цигој        | Немачки капетан                                   |
| Божидар Дапчевић      |                                                   |
| Ариф Вала             |                                                   |
| Миралем Исовић        |                                                   |
| Константин Дрваров    |                                                   |
| Славко Карановић      |                                                   |
| Тоне Гогала           | Партизан који је кренуо преко Пиве                |

## Награде
- Пула 73' - Награда публике Јелен; Награда Златне арене за најбољи филм; Златном ареном за најбољи сценарио; Златна арена за главну мушку улогу Љубиши Самарџићу; те Бронзану арену за режију;[5][6] Диплома Бори Беговићу за епизодну улогу[2]
- Москва 73' - Специјална награда[2]
- Ниш 73' - Цар Константин, 1. награда за главну мушку улогу Велимиру Бати Живојиновићу; Награда за мушку дебитантску улогу Мирољубу Лешу[7]; Награда нишког Народног позоришта Берту Сотлару као 'најбољем позоришном глумцу на филму'[2]